# トランス・ワールド
『トランス・ワールド』（原題：Enter Nowhere）は、2011年制作のアメリカ合衆国のSF・スリラー映画。
主演は、スコット・イーストウッド、サラ・パクストン、キャサリン・ウォーターストン。監督は、ジャック・ヘラー。
2015年に『The Haunting of Black Wood』のタイトルで再公開された。

## あらすじ
ジョディ（サラ・パクストン）とボーイフレンドのケビン（クリストファー・デナム）はコンビニエンスストアに強盗に押し入る。ジョディは店員（ジェシーJ.ペレス）に銃を構え、金庫を開けるように要求する。不可解にも、店員はジョディに、「金庫を開けるのは構わないが、きみが中身を気にいるとは思えない」と伝える。不愉快に感じた彼女は彼を撃ち殺してしまう。
サマンサ（キャサリン・ウォーターストン）は、一人森の中を歩く。古びた小屋に行き着くと、そこでトム（スコット・イーストウッド）と出会う。サマンサは車がガス欠したために一緒にいたが行方のわからなくなった夫を探して小屋にたどり着き、トムは事故で車が故障したために数日前から小屋に滞在していると、お互いの素性を明かす。そして翌朝、小屋の前でジョディが倒れているのをサマンサが見つける。ジョディがそこに行き着いた素性を明かし、三人はその晩を小屋で過ごした。
彼らは森を散策し、脱出の方法を試みる。だが、小屋から一直線に進むと、また小屋に戻ってくることに気づき、それをジョディは「まるでパックマンのようだ」と言う。また、3人がその世界に来る前、アメリカ国内の異なる州で車を走らせていたという事実に気づき、事態はより奇妙な様相を呈する。さらに、彼らはそれぞれ異なる年代を生きているということにも気づく。サマンサが1962年であると話し、ジョディは1984年製のダウンベストのタグを見せる。トムは、現在が2011年だと話す。
3人が何が起こっているのかを理解しようとしていたとき、小屋の外に銃を持った兵士がいることに気づく。その男は、ハンス（ショーン・サイポス）というドイツの兵士。父がドイツ人のサマンサはドイツ語を少し話せたが、ハンスを説得することはできない。ハンスは3人を拘束する。彼は拘束したジョディのペンダントを見つけ、それをどこで見つけたのかを問いただす。すると、そのペンダントを持っていたのは、ジョディだけでなく、サマンサとハンスも同じだった。

## キャスト
※括弧内は日本語吹替
- ジョディ - サラ・パクストン（矢野亜沙美）
- サマンサ - キャサリン・ウォーターストン（本多真梨子）
- トム - スコット・イーストウッド（羽多野渉）
- ハンス - ショーン・サイポス（柿原徹也）
- ケビン - クリストファー・デナム
- 店員 - ジェシーJ.ペレス

## エピソード
- スコット・イーストウッドは俳優クリント・イーストウッドの息子で、今作が初主演作だった。また、キャサリン・ウォーターストンは俳優サム・ウォーターストンの娘、サラ・パクストンは俳優ビル・パクストンの遠い親戚である[5]。
- スコット・イーストウッドとハンス役のショーン・サイポスは、2013年公開の『飛びだす 悪魔のいけにえ レザーフェイス一家の逆襲』（原題：Texas Chainsaw 3D）でも共演している[5]。
- 監督のジャック・ヘラーは、ドラマ『LOST』や『トワイライトゾーン』のエピソードから影響を受けたと語っている[6]。
- 低予算で製作され、監督は製作費について「It’s very, very low…, it was a nice six figure number.（非常に非常に低いです…、素敵な6桁の数字でした）」と数十万ドル程度だったことを明かしている[6]。
- 共同脚本を手がけたショーン・クリステンセン（英語版）は、翌年公開の短編映画『リッチーとの一日（英語版）』では自ら監督・脚本・主演を務めアカデミー短編映画賞を受賞している[7]。
- 森のシーンはニューヨーク州ロングアイランドのガールスカウトキャンプ場で撮影された。木々に囲まれているが、実際には小屋のすぐ近くにビーチがある場所だった[6]。
- ジョディがサマンサに「『脱出』を知らない? 怖い映画よ」と、1972年公開の映画『脱出』に言及するシーンがある（20分過ぎ）。また、ハンスが現れた際、ジョディが「マイケル・マイヤーズだわ」とホラー映画『ハロウィン』シリーズの殺人鬼に例えるシーンがある。
- 強盗に遭う店主が読んでいる本は、SF作家グレゴリー・ベンフォードのタイムトラベル小説『タイムスケープ（英語版）』（ラストの登場シーンで表紙が写る）[5]。
- 舞台となったドイツとの国境付近のポーランドのヴィエルニは、1939年9月1日にドイツ軍により爆撃され第二次世界大戦の始まりとなったヴィエルニ爆撃（英語版）があった都市である。
- 劇中ハンスは全編、サマンサは一部でドイツ語を話すが、日本語吹替版では、原音の流用ではなく日本語吹替キャストが該当部分をドイツ語のまま吹き替えている。ドイツ生まれでドイツ語に堪能なハンス役の柿原徹也が全編ドイツ語でセリフを吹き替えている一方で、サマンサ役の本多真梨子は本作のドイツ語のセリフに苦労したとのこと[8]。